# Maya Dory
Pour les articles homonymes, voir Dory.
Maya Dory est une actrice belge, connue pour son rôle de Madeleine adolescente dans Mon ange (2016) de Harry Cleven pour lequel elle a reçu le Magritte du meilleur espoir féminin en 2018.

## Biographie
Maya Dory naît le 25 avril 2002 à Bruxelles. Elle vit dans le Brabant Wallon et fait ces études secondaires au lycée Martin V à Louvain-la-Neuve. Elle suit les cours d'art dramatique Eva Saint Paul à Paris depuis 2020. 

## Filmographie
- 2016 : Mon ange : Madeleine adolescente
- 2017 : Par-delà la douleur (court-métrage) : (voix)
- 2020 : Moloch d'Arnaud Malherbe (mini série) : Solène

## Distinctions
- 2018 : Magritte du meilleur espoir féminin pour son rôle de Madeleine adolescente dans Mon ange de Harry Cleven[1].